# Chiyori Tateno
Chiyori Tateno, nach Heirat Chiyori Masuchi, (jap. 立野千代里, Tateno Chiyori; * 25. Juni 1970 in Moriguchi) ist eine ehemalige japanische Judoka. Sie war 1992 Olympiadritte im Leichtgewicht, der Gewichtsklasse bis 56 Kilogramm.

## Sportliche Karriere
Die 1,55 m große Chiyori Tateno belegte 1990 den dritten Platz bei den Goodwill Games in Seattle. 1991 erreichte sie das Finale bei den Asienmeisterschaften in Osaka und erhielt die Silbermedaille hinter der Südkoreanerin Jung Sun-yong. Bei den Weltmeisterschaften in Barcelona schied sie in der Hoffnungsrunde aus.
Ebenfalls in Barcelona fand 1992 die olympische Premiere des Frauenjudo statt. In ihrem ersten Kampf bei den Olympischen Spielen kam Tateno gegen die Niederländerin Gooitske Marsman durch Schiedsrichterentscheid (yusei-gachi) weiter. Im Viertelfinale unterlag sie der Spanierin Míriam Blasco ebenfalls durch yusei-gachi. Nach Siegen über Jung Sun-yong, die Polin Maria Gontowicz-Szałas und die Belgierin Nicole Flagothier in der Hoffnungsrunde erhielt Chiyori Tateno eine Bronzemedaille.
Bei den Weltmeisterschaften 1993 in Hamilton bezwang Tateno im Viertelfinale die Ungarin Maria Pekli und im Halbfinale die Kubanerin Driulis González. Im Finale unterlag sie der Britin Nicola Fairbrother. Zwei Jahre später traf die Studentin an der Universität Tsukuba im Finale der Universiade in Fukuoka auf Driulis González und unterlag. Bei den Asienmeisterschaften 1995 erreichte sie ebenfalls das Finale und verlor gegen Jung Sun-yong. 1996 gewann sie eine Bronzemedaille bei den Asienmeisterschaften. Ihre letzte internationale Medaille erhielt Chiyori Tateno bei den Weltmeisterschaften 1997 in Paris. Nach einer Viertelfinalniederlage gegen die Spanierin Isabel Fernández erkämpfte die Japanerin mit drei Siegen in der Hoffnungsrunde eine Bronzemedaille.